# Hooliganisme

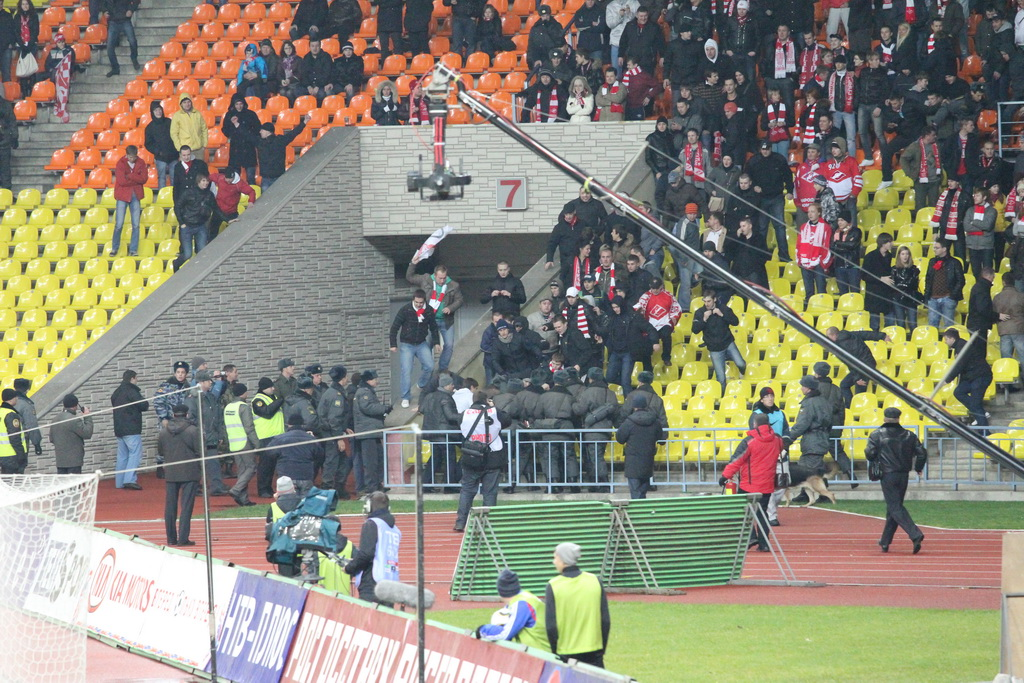
Hooligans bij een wedstrijd van Spartak Moskou

Hooliganisme is geweld dat plaatsvindt in het kader van sportwedstrijden, en dan vooral voetbalwedstrijden. Ook blijken tegenwoordig openluchtmanifestaties podia voor gewelddadige acties.
Er is echter een duidelijk verschil tussen hooliganisme en voetbalvandalisme.
Voetbalvandalisme is het gewelddadige gedrag dat bij sommige supporters opflakkert na bijvoorbeeld te veel drank, een beslissing van de scheidsrechter, gedrag van een speler van de tegenpartij etc. dat grote opwinding op de tribune teweegbrengt. Deze emoties leiden meestal niet tot zwaar gewelddadig gedrag.
Hooliganisme is meestal niet toevallig en juist structureel van aard. Het gaat hierbij om geweld bedrijven omwille van het geweld. Zo wordt bijvoorbeeld door hooligans rond de wedstrijd afgesproken ergens te vechten.
Binnen de wetten van de Sovjet-Unie en Rusland werd en wordt met hooliganisme het (minachtend) overtreden van de wet aangeduid, waarbij er geen relatie hoeft te zijn met sport.

## Geschiedenis van het hooliganisme

### Tijdens het Byzantijnse Rijk
Hooliganisme bestond al ten tijde van het Byzantijnse Rijk. Een bekend voorbeeld is het Nika-oproer. De aanleiding voor deze gewelddadige opstand in 532 te Constantinopel was een wagenrenwedstrijd. Keizer Justinianus I heeft na een aantal dagen het oproer neer laten slaan en dit kostte het leven aan ongeveer 30.000 mensen.

### Hooliganisme bij het moderne voetbal en zijn voorlopers
Over heel Europa ontstonden er ruwe balsporten. In Frankrijk was er bijvoorbeeld Soule, in Engeland Hurling en Italië had zijn Calcio. Het waren alle zeer ruwe sporten, waarbij vaak gewonden en doden vielen.
Uit deze sporten ontstond in Engeland voetbal en rugby. Het is dus normaal dat voetbal in zijn begindagen erg gewelddadig was. Het mocht zelfs lange tijd niet op school gespeeld worden.
Deze volkssport trok veel mensen uit de arbeidersklasse aan. Zij konden zich op en rond het veld uitleven zonder dat hun ‘patrons’ op hun vingers keken. Toen voetbal populairder werd, werden overal voetbalclubs opgericht. De spelers waren meestal arbeiders en hun supporters ook. Voetbal maakte dus deel uit van de arbeiderscultuur.
Maar in de ruime beginperiode kan men eigenlijk nog niet van hooliganisme spreken. Wel was er voetbalvandalisme, waarbij enkelingen amok maakten. In Nederland gebruikte men toen het woord 'voetbalvlegels'.
In de jaren 50 kwam hooliganisme pas echt op gang. Door de gewijzigde samenleving veranderde de volkscultuur in West-Europa. Nieuwe subculturen ontstonden. Zo waren er de nozems, arbeidersjongeren die vaak gebruik maakten van geweld. De Engelse nozems gingen, net als hun collega-arbeiders, naar voetbalwedstrijden kijken. Ook hier waren ze gewelddadig. Door de media-aandacht werd het hooliganisme een echte hype en verspreidde het zich over heel Engeland. Door onder andere televisiebeelden en interlandwedstrijden ging hooliganisme de internationale weg op. In de jaren 70 ontstonden de eerste "sides" in Nederland. Via hen stroomde het hooliganisme naar België door.
De meest voorkomende schade die hooligans aanrichten is voornamelijk materiële schade, dat zou ongeveer uit moeten komen op meer dan de helft (55%-60%). Hierbij is er ook nog overige schade zoals fysieke schade (15%) en politie-lasten (25%-30%). Door onderzoek wordt er aangenomen dat in Engeland het meeste hooliganisme voorkomt, dit blijkt uit de aantal stadionverboden en dat de gemeentes en clubs in Engeland bijvoorbeeld 3 à 4 keer hogere financiële lasten (door schade) heeft dan die van Nederland.
In de jaren 70 ontstond in het Verenigd Koninkrijk een subcultuur van het hooliganisme, de casuals-scene.

## Herkomst term
Er bestaan verschillende theorieën over de herkomst van de Engelse term hooligan, die als vroegst vindbare bron een bericht uit 1898 heeft. Hierbij drie theorieën, waarvan er geen vaststaat als de juiste.
1. De term stamt mogelijk af van ene Patrick Hooligan of Houlihan, een Ierse crimineel die eind 19e eeuw in Londen woonde. Deze versie is afkomstig van Clarence Rook, die hem opvoerde in het boek The Hooligan Nights.
2. Een andere mogelijkheid is dat het woord afstamt van een straatbende uit Islington met de naam Hooley's gang. Er is echter nooit een bron voor deze naam genoemd.
3. De derde theorie is dat het woord afstamt van het Ierse woord houli of hooley, dat een wild feest betekent.

## Ernstige supportersrellen rond de voetbalsport
- Op 29 mei 1974 vonden grote supportersrellen plaats in De Kuip in Rotterdam bij een UEFA Cup-wedstrijd Feyenoord-Tottenham Hotspur. Deze werden veroorzaakt door dronken Spurs-aanhangers en ze worden gezien als de eerste voetbalrellen in Nederland.[3] Op 2 november 1983 waren er in hetzelfde stadion opnieuw rellen bij een UEFA Cup-treffen tussen deze twee clubs. Er vielen tientallen gewonden, op televisie was te zien hoe een Tottenham Hotspur-supporter werd neergestoken.

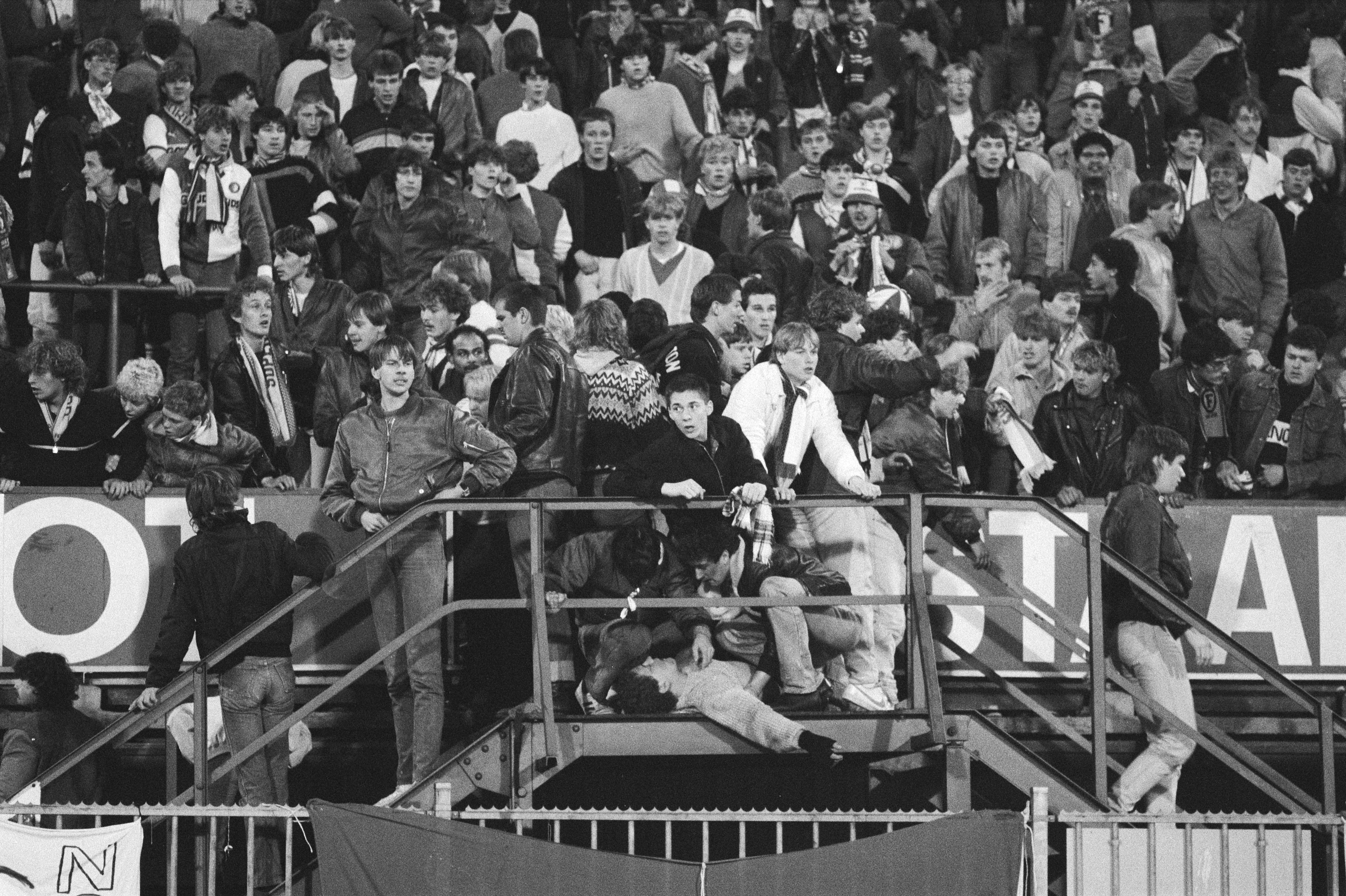
Gewonde supporters op de tribune tijdens de supportersrellen bij de wedstrijd Feyenoord - Tottenham Hotspur, 2 november 1983

- Het Heizeldrama in 1985 is een van de ergste rampen die het voetbal meemaakte. Vlak voor de finale van de Europa Cup I (tegenwoordig Champions League) tussen Liverpool en Juventus ontstonden er hevige rellen in het Brusselse Heizelstadion. De supporters van Liverpool vielen de Italianen aan. Doordat de supporters van beide ploegen door elkaar zaten en het stadion overbevolkt was, werden vele supporters geplet. Er vielen 39 doden, waarvan 32 van Juventus. De wedstrijd ging toch nog door en Juventus won met 1-0. Na het Heizeldrama heeft men in België het plaatselijke hooliganisme hard aangepakt en het Heizelstadion helemaal veranderd. Het kreeg ook een andere naam, het Koning Boudewijnstadion.
- Op 1 maart 1987 ontstonden er tijdens de rust in de wedstrijd FC Den Haag-Ajax heftige rellen. Er vielen in totaal 25 gewonden.
- Erik Lassche, een supporter van FC Twente, stierf op 8 december 1991 door toedoen van een supporter van Feyenoord. Hiermee werd hij de eerste Nederlandse 'voetbaldode'.
- De Slag bij Beverwijk was een gewelddadig treffen tussen hooligans van Feyenoord en Ajax dat uit de hand liep. De vechtpartij vond plaats in Beverwijk op 23 maart 1997. Carlo Picornie, een Ajax-supporter van de F-Side, stierf tijdens de gevechten.
- Op 25 april 1999 waren er serieuze rellen en gevechten in Rotterdam tussen Nederlandse politie-eenheden en hooligans naar aanleiding van het landskampioenschap van Feyenoord.
- Op 5 april 2000 kwamen twee Leeds-supporters om bij rellen tussen fans van Leeds United en Galatasaray SK in de halve finale van de UEFA Cup. Galatasaray won deze wedstrijd en trof in de finale een andere Engelse club, Arsenal FC. Bij die wedstrijd, die in Kopenhagen werd gehouden, ontstonden ook onlusten waarbij tientallen gewonden vielen.
- Op 6 augustus 2003 braken in de Turkse stad İzmir hevige rellen uit rond een vriendschappelijke wedstrijd tussen de aartsvijanden Karşıyaka SK en Göztepe Izmir. Hierbij vielen ongeveer 50 gewonden en één dode.
- Op 30 november 2006 vonden hevige ongeregeldheden plaats bij de voetbalwedstrijd tussen AS Nancy-Lorraine en Feyenoord. Dit had tot gevolg dat Feyenoord niet meer verder aan de UEFA Cup mocht deelnemen. Het staat bekend als de zwarte donderdag voor Feyenoord.
- In Italië werd op zondag 11 november 2007 de 26-jarige SS Lazio-fan en DJ Gabriele Sandri neergeschoten door een agent. Sandri was samen met andere supporters op weg naar Milaan voor de wedstrijd Inter-SS Lazio. Op een parkeerplaats naast een snelweg ter hoogte van Arezzo ontstonden er onlusten tussen Lazio- en Juventussupporters, hierop schoot de agent. Als reactie op zijn dood ontstonden in heel Italië rellen, hierop besloot de Italiaanse voetbalbond om alle wedstrijden van Serie A, B en C uit te stellen.
- Op 22 augustus 2009 vonden de strandrellen in Hoek van Holland plaats. Na afloop van het dansfestijn Sunset Grooves ontstonden ongeregeldheden. In deze ongeregeldheden werden politieagenten in het nauw gedreven en viel een dode door een afgevuurde politiekogel.
- Op 1 februari 2012 vielen er meer dan 70 doden bij rellen in het stadion van Port Said in Egypte.
- Op 30 maart 2014 kwam een supporter van het Zweedse Djurgårdens IF om het leven bij ongeregeldheden voorafgaand aan de wedstrijd Helsingborgs-Djurgårdens IF.
- Voorafgaand aan de wedstrijd in het kader van UEFA Europa League op 19 februari 2015 in en tegen AS Roma raakten aanhangers van Feyenoord slaags met de politie na zware schade te hebben toegebracht aan de Fontana della Barcaccia bij de Spaanse trappen. Hierbij vielen gewonden en werden circa dertig Feyenoordaanhangers gearresteerd.

## Voorbeelden van hooliganisme bij andere sporten
Hooliganisme en vandalisme vindt ook in andere sporten dan voetbal plaats, maar dit in mindere mate.
- Bij het grandslamtoernooi Australian Open van 2007 vonden relletjes plaats tussen supporters van Kroatische origine enerzijds en van Servische afkomst anderzijds.[4] Uiteindelijk werden zo'n honderdvijftig bezoekers verwijderd en nam de organisatie verschillende preventieve maatregelen zoals metaaldetectors en extra veiligheidscamera's.[5]
- Bij veldrijden vindt de laatste jaren meer en meer agressie plaats. Men is momenteel zelfs begonnen met maatregelen hiertegen. Zo kon er geen contact meer plaatsvinden tussen de supporters en de renners op het wereldkampioenschap veldrijden van 2007 in Hooglede-Gits. Ook aan andere maatregelen worden gedacht in het veldritmilieu. Renners die al geconfronteerd werden met agressie tijdens de koers, maar die ook terug sloegen, zijn Bart Wellens en Sven Nys.

## Sovjet-Unie en Rusland
In het Russische Rijk, de Sovjet-Unie en opvolgstaten (Rusland, Oekraïne, Wit-Rusland, Oezbekistan en Kazachstan) werd en wordt choeligan gebruikt voor mensen die in het algemeen de openbare orde schenden en daarbij een openlijk gebrek tonen voor respect voor de gevestigde normen van de samenleving. Hierbij is er dus geen noodzakelijke relatie met sport en/of voetbal. Hooliganisme (Russisch: хулиганство, coeliganstvo) werd aangeduid als een misdrijf, vergelijkbaar met 'verstoring van de openbare orde' in veel andere landen en werd en wordt gebruikt als een soort vangnet voor het vervolgen van ongewenst gedrag.
De normen voor hooliganisme wijzigden zich sterk over de loop van de geschiedenis. In 1892 werd het woord door de burgemeester van Sint-Petersburg gebruikt voor straatzwervers die burgers bespotten. Later werd het gebruikt voor criminele subculturen onder jongeren (zoals de huidige gopniki). Bekend zijn de beschrijvingen van dergelijke hooligans in de werken van Sergej Jesenin. Petersburgse jeugdbendes (zoals rond de Ligovski Prospekt) die hiermee werden aangeduid maakten zich onder andere schuldig aan vandalisme, het beschimpen en molesteren van voorbijgangers, diefstal, brandstichting en obsceen gedrag.
Tijdens de crisisjaren van de NEP nam het aantal gevallen van hooliganisme sterk toe. Volgens de NKVD maakten binnen de RSFSR zich 10.000 personen hier schuldig aan. In de jaren 1920 durfde de politie in verschillende steden 's nachts sommige arbeiderswijken niet meer in uit angst voor de jeugdbendes die zich bewapenden met finkamessen, kettlebells en boksbeugels. Mensen werden op straat gemolesteerd en soms zelfs gedood, seksueel misbruik was gewoon. Sommige bendes drongen zelfs clubs, bars, bioscopen en theaters binnen om er te vechten of bezoekers in elkaar te slaan.
In 1922 werd het begrip hooliganisme opgenomen in het wetboek van strafrecht van de Sovjet-Unie waarbij het werd bestraft met correctionele maatregelen of een celstraf tot een jaar. Het werd algemeen echter beschouwd als een onverantwoord, maar klassegerelateerd probleem. Een rechtszaak in 1926 veranderde deze houding echter: Vijf verdachten werden toen veroordeeld tot de doodstraf en de rest tot 10 jaar celstraf in de Solovki. De autoriteiten begonnen zich toen de vraag te stellen wie de jeugd op het juiste pad zou moeten leidden. Het gedrag van hooligans
werd voortaan hard aangepakt. Er werden arbeidersafdelingen opgezet om buurten te bewaken, de politie voerde charges uit en hooligans werden soms uitgezet of verbannen. In 1935 werd de straf voor hooliganisme in de wet verhoogd tot maximaal 5 jaar. Met een nieuwe wet in 1940 werden de rechten van verdachten nog verder ingeperkt. Voorafgaand aan rechtszaken werd geen onderzoek meer verricht en zaken werden afgehandeld in speciale volksrechtbanken. Voor obscene taal op openbare plaatsen kregen hooligans een jaar gevangenisstraf en voor de meeste andere lichte vergrijpen het maximum van vijf jaar gevangenisstraf, gevolgd door een verbod van nog eens vijf jaar om zich te vertonen in de belangrijkste steden van de Sovjet-Unie.
In 1960 werd hooliganisme opnieuw gedefinieerd als "elk opzettelijk gedrag dat de openbare orde schendt en een duidelijk gebrek aan respect voor de samenleving uitdrukt". Hooliganisme bestreek daarmee een breed scala aan (lichte) overtredingen, zoals aanstootgevende intimidatie en grof taalgebruik. Het werd van toepassing verklaard op personen die ten minste 16 jaar oud waren. Er werd nu onderscheid gemaakt naar 'kwaadaardig hooliganisme', 'hooliganisme' en 'klein hooliganisme'. 'klein hooliganisme' werd voornamelijk gebruikt voor kleine straatrellen en straatruzies onder stedelijke jongeren. 'kwaadaardig hooliganisme' werd gedefinieerd als een overtreding begaan met uitzonderlijk cynisme, met weerstand tegen wetshandhavingsfunctionarissen, met gebruik objecten als wapen, of recidivisme. De straffen werden bij de wetten van 1966 en 1967 voor klein en gewoon hooliganisme gewijzigd naar zes maanden tot een jaar gevangenisstraf of een boete en bij 'kwaadaardig hooliganisme' met gevangenisstraf van 1 tot 5 jaar; bij gebruik van wapens 3 tot 7 jaar. Deze wet bleef geldig tot het uiteenvallen van de Sovjet-Unie. Zo werd Mathias Rust in 1987 veroordeeld voor hooliganisme (en andere misdrijven) toen hij met zijn Cessna landde op de Koeznetskibrug naast het Rode Plein.
In het huidige wetboek van strafrecht van Rusland wordt hooliganisme aangeduid als een misdrijf van 'gemiddelde' ernst. In Rusland wordt het ook gebruikt om politieke tegenstanders en activisten te beteugelen. Zo werden leden van de feministische punkband Pussy Riot hiervoor tot twee jaar celstraf veroordeeld in 2012. En ook de activisten van Greenpeace van de Arctic Sunrise werden in 2013 hiervan beschuldigd.